# Speculator
Speculator és una vila del Comtat de Hamilton (Nova York) als Estats Units d'Amèrica.

## Demografia
Segons el cens dels Estats Units del 2000 Speculator tenia 348 habitants, 163 habitatges, i 94 famílies. La densitat de població era de 3 habitants per km².
Dels 163 habitatges en un 17,2% hi vivien nens de menys de 18 anys, en un 49,1% hi vivien parelles casades, en un 4,9% dones solteres, i en un 42,3% no eren unitats familiars. En el 39,3% dels habitatges hi vivien persones soles el 16% de les quals corresponia a persones de 65 anys o més que vivien soles. El nombre mitjà de persones vivint en cada habitatge era de 2 i el nombre mitjà de persones que vivien en cada família era de 2,61.
Per edats la població es repartia de la següent manera: un 14,7% tenia menys de 18 anys, un 6% entre 18 i 24, un 25% entre 25 i 44, un 28,2% de 45 a 60 i un 26,1% 65 anys o més.
L'edat mediana era de 48 anys. Per cada 100 dones de 18 o més anys hi havia 110,6 homes.
La renda mediana per habitatge era de 33.393 $ i la renda mediana per família de 43.750 $. Els homes tenien una renda mediana de 33.750 $ mentre que les dones 20.417 $. La renda per capita de la població era de 25.089 $. Entorn del 4,3% de les famílies i el 4,3% de la població estaven per davall del llindar de pobresa.